# Lainie Fuchs
Lainie Fuchs (* 4. Jänner 2004 in Korneuburg oder Wien) ist eine österreichische Fußballspielerin.

## Karriere

### Vereine
Lainie Fuchs begann ihre sportliche Laufbahn 2012 beim USC Landhaus Wien, ein halbes Jahr später wechselte sie zum SV Gerasdorf Stammersdorf. 2020 holte sie die sportliche Leiterin der Frauensektion Nina Burger zum First Vienna FC, mit dem sie in der Planet Pure Frauen Bundesliga spielte und in der Saison 2021/22 Vierte wurde.
Im Juli 2022 wechselte sie zum SKN St. Pölten, bei dem sie einen Zweijahresvertrag unterschrieb. In St. Pölten besuchte sie auch die Frauen-Akademie des Österreichischen Fußball-Bundes (ÖFB). Für die Saison 2022/23 qualifizierte sie sich mit dem SKN St. Pölten unter Trainerin Liése Brancão für die Gruppenphase der UEFA Women’s Champions League. Im Sommer 2023 erhielt sie einen Studienplatz an der University of Pittsburgh, für deren Sport-Team, die Panthers, sie in 16 Meisterschaftsspielen in der Atlantic Coast Conference eingesetzt wurde. Nach der Spielzeit 2023 in den Vereinigten Staaten kehrte sie Ende 2023/Anfang 2024 zum SKN St. Pölten zurück, den sie im Sommer 2024 ein zweites Mal verließ, um zum First Vienna FC zurückzukehren.

### Nationalmannschaft
Fuchs bestritt für die Nachwuchsnationalmannschaften des ÖFB der Altersklassen U17 und U19 Länderspiele, 
bevor sie von ÖFB-Teamchefin Irene Fuhrmann im November 2021 erstmals ins österreichische Frauen-A-Team für die Qualifikationsspiele gegen England und Luxemburg für die Fußball-Weltmeisterschaft der Frauen 2023 berufen wurde.
Als Team-Kapitänin des U19-Frauen-Nationalteams qualifizierte sie sich für Teilnahme an der Endrunde der U-19-Fußball-Europameisterschaft der Frauen 2023 sowie für die U-20-Fußball-Weltmeisterschaft 2024.
Verletzungsbedingt konnte sie an der U20-WM nicht teilnehmen.